# Arcivescovato maggiore di Făgăraș e Alba Iulia
L'arcivescovato maggiore di Făgăraș e Alba Iulia (in latino: Archiepiscopatus Maior Fagarasiensis et Albae Iuliensis Romenorum) è la sede dell'arcivescovo maggiore della Chiesa greco-cattolica rumena. È retta dall'arcivescovo maggiore cardinale Lucian Mureșan.

## Territorio
L'arcivescovato maggiore ha giurisdizione patriarcale su tutti i fedeli della Chiesa greco-cattolica rumena che dimorano in Romania, territorio proprio di questa Chiesa sui iuris..
Sede dell'arcivescovato maggiore è la città di Blaj ed eparchia propria dell'arcivescovo maggiore è l'arcieparchia di Făgăraș e Alba Iulia.

## Storia
Il 14 dicembre 2005 con la bolla Ad totius Dominici papa Benedetto XVI ha elevato la Chiesa greco-cattolica rumena al rango di Chiesa arcivescovile maggiore con il titolo di Făgăraș e Alba Iulia dei Rumeni.

## Cronotassi degli arcivescovi maggiori
Si omettono i periodi di sede vacante non superiori ai 2 anni o non storicamente accertati.
- Lucian Mureșan, dal 14 dicembre 2005